# Pedro de Alcáçova Carneiro
D. Pedro de Alcáçova Carneiro, 1.º Conde de Idanha-a-Nova (Lisboa, 29.06.1515 - 12.05.1593), foi um fidalgo e estadista português do século XVI, que exerceu os cargos de secretário de D. João III e D. Sebastião I e de Vedor da Fazenda de D. Sebastião I e de D. Filipe I.

## Biografia
Era filho de António Carneiro, donatário da Ilha do Príncipe e secretário dos reis D. Manuel I e D. João III, nascido em 1459 e falecido em 3 de abril de 1545, e de sua mulher, D. Brites de Alcáçova (filha de Pedro Fernandes da Alcáçova, e irmã de Fernão de Alcáçova, senhor de um morgado com casas na Porta da Alfôfa).
O seu pai havia recomendado a D. João III, por carta que lhe dirigiu em 15 de janeiro de 1522, que nomeasse como secretário o seu filho primogénito, Francisco Carneiro. Porém, este revelou ter mais propensão para as armas, pelo que acabou por ser o irmão mais novo, Pedro de Alcáçova Carneiro, a ser efetivamente nomeado para o cargo de secretário do Rei, em 16 de maio de 1530. Até o falecimento do pai, em 3 de abril 1545, exerceu as suas novas funções em conjunto com o seu progenitor, e sozinho a partir dessa data.
No reinado de D. João III teve grande influência política, e depois do falecimento deste monarca seria secretário e Vedor da Fazenda de D. Sebastião. 
Foi depois membro do Conselho de Estado de Filipe I, de quem acabou por se tornar partidário durante a crise de sucessão portuguesa de 1580 (nas circunstâncias abaixo descritas), e vedor da Fazenda do mesmo soberano, que o fez Conde da Idanha-a-Nova por alvará de 1 de novembro de 1582 e carta de 2 de janeiro de 1584.
Antes de partir para a expedição a Marrocos, D. Sebastião havia nomeado Pedro de Alcáçova Carneiro como um dos cinco governadores do reino, que ficaram a substituir o rei na sua ausência.  
Porém, assim que chegou a Lisboa a notícia do desastre militar de Alcácer Quibir e da morte de D. Sebastião, logo o cardeal-rei D. Henrique - que nutria desde há muito uma profunda inimizade para com o futuro conde da Idanha - tomou as rédeas do governo; e prontamente agiu contra Pedro de Alcáçova Carneiro, mandando-o prender em sua casa, sob várias acusações, incluindo a de ter aconselhado a malograda expedição a Marrocos.
Esta situação levou Pedro de Alcáçova Carneiro a tomar o partido de Filipe II de Espanha, na sua pretensão ao trono português, juntando-se assim às atividades de Cristóvão de Moura, principal representante da causa do soberano Habsburgo em Portugal.
Os profundos conhecimentos da corte portuguesa e do respectivo ambiente político, que Pedro de Alcáçova Carneiro lograra alcançar ao longo de décadas de serviço público, foram de grande utilidade a Filipe II; e o monarca castelhano soube recompensá-lo, restituindo-lhe todos os cargos, honras e dignidades, de que fora privado pelo cardeal-rei. O soberano Habsburgo determinou também que Pedro de Alcáçova, juntamente com Miguel de Moura e Cristóvão de Moura, constituísse o ministério que dirigiu os negócios do reino, no período em que residiu em Portugal. Antes de partir de regresso a Madrid, em 11 de fevereiro de 1583, Filipe I - além de agraciar Pedro de Alcáçova Carneiro com o referido titulo de conde da Idanha - escolheu-o também para membro do conselho do governo, órgão cujo principal objeto era auxiliar o arquiduque Alberto de Áustria, no exercício do cargo de vice-rei de Portugal.
Pedro de Alcáçova Carneiro continuou assim no centro da atividade política em Lisboa, até pouco tempo antes da data da sua morte, ocorrida em maio de 1592.
Dois dos seus filhos, Luís e Cristóvão, faleceram na batalha de Alcácer-Quibir.
Foi comendador da comenda de Idanha-a-Nova na Ordem de Cristo, e alcaide do seu castelo.

## Obra literária
Escreveu, entre os anos de 1539 e 1568, um texto literário, onde faz uma notável descrição das suas atividades políticas durante o reinado de D. João III, cuja composição concluiu já sob as regências de D. Catarina de Áustria e do Cardeal D. Henrique:
- Relações de Pêro de Alcáçova Carneiro, conde de Idanha, do tempo que ele e seu pai António Carneiro serviram de secretários[9][10]

No início desta obra, D. Pedro de Alcáçova Carneiro descreve assim as circunstâncias do seu nascimento:
De muitos filhos, que meu pai teve, que, entre machos e fêmeas, passaram de dezasseis ou dezassete,  fui eu o penúltimo, porque do último que minha mãe, que Deus tem, pariu, faleceu ela de parto, e faleceu também o mesmo filho, de maneira que me posso chamar o derradeiro de todos os que vivemos. Nasci na cidade de Lisboa, nas casas da Porta de Alfofa, que foram de meu avô, Pedro de Alcáçova, dadas a meu pai em casamento com minha mãe, Beatriz de Alcáçova, sua filha.

### Ditos que lhe são atribuídos
Ficou também conhecido por ditos que lhe são atribuídos, nomeadamente o que terá ocorrido em 1576, numa missão diplomática a Espanha, onde teve audiências com Filipe II. Quando este soube que Pedro de Alcáçova Carneiro falava com os cortesãos em castelhano, mas usava sempre o português para conversar com ele, perguntou-lhe qual o motivo, ao que o futuro conde da Idanha respondeu:
Porque com Vossa Majestade falo de sizo, e com os demais de zombaria.

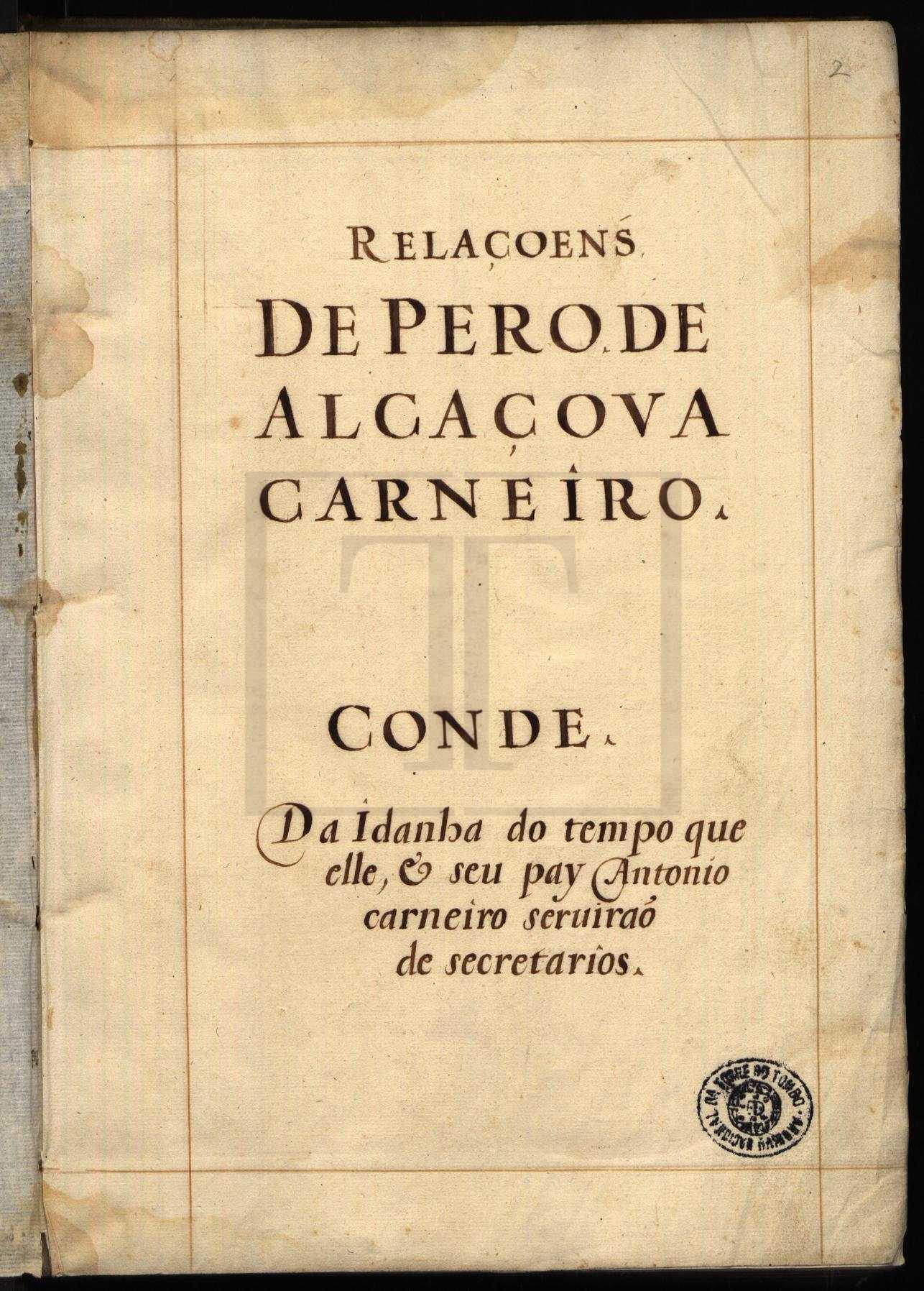
Capa do manuscrito do livro "Relações de Pedro de Alcáçova Carneiro", escrito pelo futuro conde da Idanha-a-Nova entre 1539 e 1568

## Casamento e descendência
Casou com D. Catarina de Sousa, filha de D. Diogo de Sousa, alcaide-mor de Tomar e de D. Isabel de Lima Sotomaior, com a seguinte geração:
- Luís de Alcáçova Carneiro (c. 1540 - Alcácer Quibir, 04.08.1578), senhor de Figueiró, que casou duas vezes, sendo a 1.ª vez com D. Joana de Vasconcelos, filha herdeira do 6.º senhor de Figueiró, e a 2.ª vez com D. Antónia de Távora, filha do senhor de Mogadouro, com geração de ambos os casamentos (a filha deste 2.º casamento, D. Luísa de Távora, viria a casar com seu primo D. Lourenço de Lima Brito e Nogueira, 6.º visconde de Vila Nova de Cerveira, que era bisneto do conde da Idanha por via de sua avó Beatriz de Alcáçova, ver abaixo);

- Cristóvão de Alcáçova, falecido em combate, como seu irmão, na batalha de Alcácer Quibir, que não casou nem deixou geração;

- D. António de Alcáçova Carneiro, que herdou de seu pai a comenda das Idanhas. Foi alcaide-mor de Campo Maior e Ouguela, pelo seu casamento com D. Maria de Noronha e Silva, herdeira dessas duas alcaidarias, que estavam na posse da família Silva desde o ano de 1435, quando o rei D. Duarte I as doou ao seu antepassado D. Rui Gomes da Silva. Desse casamento houve geração (na qual seguiria o cargo de alcaide de Campo Maior e Ouguela), com descendência até hoje, nomeadamente nos Ataíde Azevedo e Brito Malafaia, senhores da honra e quinta de Barbosa, e nos Lancastre Basto Barém (ou Baharém), condes da Lousã;[13]

- D. Beatriz de Alcáçova, que casou com D. Francisco de Lima, 5.º visconde de Vila Nova de Cerveira, com geração, na qual seguiu esse título (o 6.º visconde, acima referido, era neto materno deste casamento);

- D. Maria de Alcáçova, casada sem geração com D. Álvaro de Melo, que era neto paterno do 1.º Marquês de Ferreira, e faleceu também na batalha de Alcácer Quibir.